# Deutsch-Libysche Handelskammer
Die Deutsch-Libysche Handelskammer (DLHK; arabisch الغرفة التجارية الألمانية-الليبية, DMG al-ġurfa at-tiǧāriyya al-almāniyya al-lībiyya) ist ein eingetragener Verein zur Förderung des wirtschaftlichen Austausches zwischen der Bundesrepublik Deutschland und Libyen mit Sitz in Berlin.

## Geschichte
Nach dem Bürgerkrieg in Libyen 2011 lag es im gemeinsamen Interesse aller Betroffenen, den wirtschaftlichen Verkehr zwischen Libyen und einem seiner wichtigsten Handelspartner, der Bundesrepublik Deutschland, wieder anzukurbeln. Zu diesem Zweck wurde die Deutsch-Libysche Handelskammer vom Dachverband der libyschen Industrie- und Handelskammern und der libyschen Botschaft in Berlin ins Leben gerufen. Die Eintragung ins Vereinsregister des Amtsgerichts Berlin-Charlottenburg erfolgte 2013.

## Ziele und Aufgaben
Zweck des Vereins ist die Festigung und Förderung der wirtschaftlichen, industriellen und kulturellen Beziehungen zwischen Libyen und Deutschland. In diesem Rahmen fördert die Deutsch-Libysche Handelskammer durch den Dialog und Vermittlung die Etablierung deutscher Unternehmen im libyschen Geschäftsraum, ebenso wie durch die Veranstaltung von Kongressen und Foren und die Teilnahme an relevanten Messen.
Durch die enge Kooperation mit dem Dachverband der libyschen Handelskammern (General Libyan Union of Chambers) wird eine Schnittstelle für den libyschen Markt erzielt, die in Deutschland mit verschiedenen Kooperationspartnern wie den Industrie- und Handelskammern umgesetzt wird.
Weitere Partner zur Etablierung eines Wirtschafts- und Bildungsnetzwerkes stellen unter anderem der libysche Zoll, die Universität in Tripolis und die NOC Libya dar.

### Warenexport
Seit Juni 2014 übernimmt die Deutsch-Libysche Handelskammer die Überprüfung von Einfuhrdokumenten für Libyen und beglaubigt diese entsprechend ihrer Zulässigkeit nach den tagesaktuellen Zoll- und Einfuhrbestimmungen aus Libyen. Akkreditivgeschäfte (Letter of Credit) werden so für den Warenexport nach Libyen vereinfacht und beschleunigt.